# Grappertshofen
Grappertshofen (fränkisch: Grabbadshoufm) ist ein Gemeindeteil der Stadt Scheinfeld im Landkreis Neustadt an der Aisch-Bad Windsheim (Mittelfranken, Bayern). Die Gemarkung Grappertshofen hat eine Fläche von 4,987 km². Sie ist in 687 Flurstücke aufgeteilt, die eine durchschnittliche Fläche von 7258,57 m² haben. In ihr liegen neben dem namensgebenden Ort die Gemeindeteile Hohlweiler und Hohlweilermühle.

## Lage
Das Dorf liegt direkt westlich der Staatsstraße 2421, die nach Burgambach (1,4 km nordwestlich) bzw. nach Scheinfeld verläuft (1,4 km südöstlich). Eine Gemeindeverbindungsstraße führt ebenfalls nach Scheinfeld (1,3 km südöstlich). Etwas weiter im Osten fließt die Scheine, ein Quellfluss des Laimbaches.

## Geschichte
Der Ort wurde in einem Casteller Lehenbuch aus dem Jahre 1376 als „Grozbrechtshouen“ erstmals erwähnt. Der Ortsname bedeutet ‚Zu den Höfen eines Grōʒbrecht‘. Die Lehen der Grafen von Castell wurden von den Schwarzenberger im 15. Jahrhundert Zug um Zug erworben. Im Jahr 1790 bestand der Ort aus zwölf Bauernhöfen und einem Wirtshaus, woran sich bis 1970 kaum etwas änderte. Seitdem kamen zum nördlich gelegenen Altort mehrere Wohngebiete. Der einst ländliche Charakter des Ortes veränderte sich in Richtung eines Vorortes von Scheinfeld. Im Jahr 1825 wurde eine kleine Kapelle im Ort erbaut.
Im Jahre 1806 kam Grappertshofen zum Königreich Bayern. Im Rahmen des Gemeindeedikts wurde Grappertshofen dem Steuerdistrikt Schnodsenbach zugeordnet. Mit dem Zweiten Gemeindeedikt (1818) entstand die Ruralgemeinde Grappertshofen, zu der Hohlweiler und Hohlweilermühle gehörten. Sie war in Verwaltung und Gerichtsbarkeit dem Herrschaftsgericht Schwarzenberg zugeordnet und in der Finanzverwaltung zunächst dem Rentamt Scheinfeld, nach dessen Auflösung im Jahr 1818 dem Rentamt Iphofen. 1852 kam Grappertshofen an das Landgericht Scheinfeld. Für die Verwaltung war ab 1862 das Bezirksamt Scheinfeld zuständig (1939 in Landkreis Scheinfeld umbenannt) und für die Finanzverwaltung ab 1879 das Rentamt Markt Bibart (1919–1929: Finanzamt Markt Bibart, von 1929 bis 1972: Finanzamt Neustadt an der Aisch, seit 1972: Finanzamt Uffenheim). Die Gerichtsbarkeit blieb bis 1879 beim Landgericht Scheinfeld, von 1880 bis 1973 war das Amtsgericht Scheinfeld zuständig, seitdem ist es das Amtsgericht Neustadt an der Aisch. 1964 hatte die Gemeinde eine Gebietsfläche von 5,019 km². Am 1. Januar 1972 wurde Grappertshofen im Zuge der Gebietsreform in Bayern nach Scheinfeld eingemeindet.

### Baudenkmäler
In Grappertshofen gibt es zwei Baudenkmäler:
- Haus Nr. 1: katholische Kapelle
- Bildstock

ehemaliges Baudenkmal
- Haus Nr. 10: zweigeschossiges verputztes Wohnstallhaus mit Walmdach, 18. Jahrhundert; massives Erdgeschoss von vier zu fünf Achsen; Fenster mit geohrten und profilierten Hausteinrahmen sowie profilierter Sohlbank; Obergeschoss Fachwerk[14]

### Einwohnerentwicklung
Gemeinde Grappertshofen
| Jahr      | 1818  | 1840   | 1852   | 1855   | 1861   | 1867   | 1871   | 1875   | 1880   | 1885   | 1890   | 1895   | 1900   | 1905   | 1910   | 1919   | 1925   | 1933   | 1939   | 1946   | 1950   | 1952   | 1961   | 1970   |
| Einwohner | 145   | 150    | 154    | 165    | 162    | 176    | 165    | 165    | 160    | 166    | 145    | 158    | 150    | 121    | 120    | 135    | 140    | 128    | 120    | 158    | 163    | 157    | 139    | 140    |
| Häuser    | 29    | 26     |        |        |        |        | 30     |        |        | 29     | 29     |        | 27     |        |        |        | 26     |        |        |        | 22     |        | 27     |        |
| Quelle    | [ 8 ] | [ 16 ] | [ 17 ] | [ 17 ] | [ 18 ] | [ 19 ] | [ 20 ] | [ 21 ] | [ 22 ] | [ 23 ] | [ 24 ] | [ 17 ] | [ 25 ] | [ 17 ] | [ 26 ] | [ 17 ] | [ 27 ] | [ 17 ] | [ 17 ] | [ 17 ] | [ 28 ] | [ 17 ] | [ 10 ] | [ 29 ] |

Ort Grappertshofen
| Jahr      | 001818 | 001840 | 001861 | 001871 | 001885 | 001900 | 001925 | 001950 | 001961 | 001970 | 001987 | 002014 |
| Einwohner | 64     | 83     | 78     | 84     | 74     | 74     | 70     | 92     | 68     | 64     | 114    | 279    |
| Häuser    | 14     | 13     |        |        | 13     | 12     | 11     | 10     | 13     |        | 30     |        |
| Quelle    | [ 8 ]  | [ 16 ] | [ 18 ] | [ 20 ] | [ 23 ] | [ 25 ] | [ 27 ] | [ 28 ] | [ 10 ] | [ 29 ] | [ 30 ] | [ 1 ]  |

## Religion
Grappertshofen ist römisch-katholisch geprägt und bis heute nach Mariä Himmelfahrt (Scheinfeld) gepfarrt.